# Аполлократ
Аполлократ (др.-греч. Ἀπολλοκράτης; IV век до н. э.) — древнегреческий политический деятель и военачальник, старший сын тирана Сиракуз Дионисия Младшего. В 356—355 годах до н. э. возглавлял оборону Ортигии от войска Диона, позже находился в изгнании, в 346 году до н. э. вернулся на родину.

## Биография
Аполлократ был старшим из двух сыновей тирана Сиракуз Дионисия Младшего от его брака с единокровной сестрой — Софросиной. Таким образом, он приходился внуком Дионисию Старшему и обеим его женам — как Дориде, так и Аристомахе. Аполлократ впервые упоминается в сохранившихся источниках в связи с событиями 356 года до н. э., когда Дион (брат его бабки Аристомахи и муж его тётки Ареты) во главе армии осадил Ортигию. Аполлократ оказался в числе осаждённых. Позже Дионисий Младший бежал морем в Италию, а сына назначил командовать обороной. Спустя примерно год, когда в крепости закончилось продовольствие, Аполлократ, понимая, что помощи не будет и что его наёмники скоро взбунтуются, капитулировал. Всё оружие и осадные машины достались противнику; сыну тирана разрешили уплыть к отцу на пяти гружёных триерах с матерью и двумя сёстрами. По словам Плутарха, «не было в Сиракузах человека, который бы не вышел полюбоваться» тем, как уплывает сын Дионисия.
Некоторое время после этого Аполлократ жил с отцом в Италии, в городе Локры в Калабрии (это была родина его бабки Дориды), а Сиракузами правил Дион. Известно, что после гибели единственного сына Диона Гиппарина по городу ходили слухи, будто Дион хочет сделать своим преемником именно Аполлократа как ближайшего родственника. Однако подтверждения эти слухи не нашли: Дион в 354 году до н. э. был убит, и власть на время захватили люди, не принадлежавшие к семье Дионисия Старшего. В 346 году до н. э., когда тирания Дионисия Младшего была восстановлена, Аполлократ вместе с отцом вернулся в родной город (по данным Страбона, он был одним из командующих армией). После этого сын тирана не упоминается в источниках.
Античные авторы пишут о порочной жизни Аполлократа — в первую очередь о его пьянстве. По словам Клавдия Элиана, он «страдал слабостью к вину», как и некоторые другие члены его семьи, а Афиней цитирует историка Феопомпа, написавшего: «Сын тирана Дионисия Аполлократ был развратен и охоч до пьянства; и некоторые льстецы ссорили его с отцом».